# Nijedan od ponuđenih odgovora

Logo der Partei

Nijedan od ponuđenih odgovora (NOPO deutsch „Keine der vorgebrachten Antworten“) ist eine 2010 gegründete serbische Partei, die als Interessensparte der Vlachen anerkannt ist. Bei der Parlamentswahl in Serbien 2012 gewann sie einen Sitz. Zur Parlamentswahl in Serbien 2014 wurde die Partei nicht zugelassen. Die Partei wartet mit satirischen Forderungen auf, so soll Belgrad einen Zeppelin statt einer U-Bahn für öffentlichen Transport erhalten.

## Belege
1. ↑  Tom Lansford: Political handbook of the world 2015. 2015, ISBN 978-1-4833-7158-0, S. 5414 (eblib.com).
2. ↑  NOPO IMA POSEBAN PLAN ZA BEOGRAD: Cepelin umesto metroa, na listi bitkoin majnerka, salivač strave, baba, vodič kroz noćni život Valjeva i pumpadžija. In: kurir.rs. 21. Februar 2018, abgerufen am 18. Januar 2019.